# Jan Jícha
Jan Jícha (* 3. února 1980 Praha) je český spisovatel, překladatel, písničkář, slamer, stand-up komik a pedagog.

## Životopis
Vystudoval Gymnázium Arabská v Praze 6 a obor Český jazyk a literatura – Překladatelství-tlumočnictví španělštiny na FF UK v Praze, kde získal magisterský titul. Již od gymnaziálních let vyučoval soukromě jazyky. 12 let působil jako pedagog na Gymnáziu Jana Keplera v Praze 6, 5 let jako ředitel soukromé Naší školy v Litni. Po jistou dobu také působil jako učitel v oblastech srbského a rumunského Banátu. V letech 2023–2025 byl ředitelem Farmářské školy – Vyšší odborné školy ekologického zemědělství. Od 1. srpna 2025 zastává funkci ředitele pražského Gymnázia Budějovická. Svou pedagogickou metodu zakládá na rozsáhlých mezioborových přesazích, projektovém a aktivním učení. Řídil také několik mezinárodních projektů Erasmus, v rámci projektu Searching for Home vznikl sborník žákovských esejí o slavných emigrantech Exilopaedia.
Je autorem více než třiceti publikací, učebnic či literárních děl ve vícero jazycích. Jakožto polyglot ovládá kromě češtiny 4 jazyky na profesionální úrovni a dalších 10 na konverzační úrovni. Publikoval množství překladů z angličtiny, zejména z oblasti zdravého životního stylu, a z litevštiny Deník partyzána Dzukase.
Pod jménem Honza Jícha působí jako autorský písničkář. Vedle vlastní tvorby zpívá také autorské překlady písní z různých jazyků i do nich. Zvítězil v VI. ročníku soutěže Notování (2009) a několikrát v pražském kole hudební soutěže Porta. V rámci první přímé volby prezidenta na sebe výrazněji upozornil satirickou písní Hlas pro Schwarzenberga, která si získala značný ohlas na sociálních sítích a objevila se také v povolební reportáži pořadu České televize 168 hodin. V době covidové pandemie se začal věnovat žánrům slam poetry (s pseudonymem Člobrdan) a stand-up. Hojně vystupuje ve všech třech disciplínách. V žánru stand-up comedy vystupoval také v němčině, rumunštině a slovenštině, pravidelně také vystupuje s komediálním uskupením Na stojáka. V rámci žánru slam poetry se zúčastnil finále Mistrovství ČR 2025.
Na základě vlastních zkušeností se stal propagátorem zdravého životního stylu, makrobiotickým lektorem, pořadatelem kurzů a konferencí. 12 let také vydával časopis Zrnění.
Dlouhodobě spolupracuje s CK Kudrna jako průvodce. Má osobní vazbu na oblast českého Banátu, kde provozuje chalupu pro ubytování turistů a škol.
Je ženatý a má čtyři děti. 

## Dílo

### Vydané tituly (výběr)
- Nejlepší stop je za svítání (cestopis, 2005)
- Případ zájezd (2006)
- Jak se Lubošek naučil mluvit slušně (humoristický román, 2008)
- Průšvih v Lurdách (2010)
- Holandsko (cestopis, 2015)
- Španělsko (cestopis, 017)
- Utin jackpot (detektivka, 2012)
- Ředitel a hydra (satira na české školství, 2018, též jako audiokniha v podání J. Witteka).

### Rozhlas
Český rozhlas natočil tři pohádky podle jeho scénářů: Skotská pohádka, Opravená pohádka a Ať tvé tělo mluví pravdu. Za hlavní roli v pohádce Ať tvé tělo mluví pravdu získala herečka Bára Hrzánová třetí místo v soutěži Neviditelný herec. Z prózy pro děti Když je někdo kocour vznikla rozhlasová četba na pokračování v podání Martina Dejdara. Jeho dětská knížka Co vyprávěl netopýr (2017) byla též zpracována jako rozhlasová četba v obsazení Ondřej Rychlý a Ladislav Županič)

### Překlad (výběr)
- Deník partyzána Dzukase (Lionginas Baliukevičius, z litevštiny, Naše vojsko, 2013)

### Hudební alba
- Lůzr Frendly (Galén, 2015)[13]
- Love zdar (s kapelou, Galén, 2020)[14]